# Tapmukjauratj (Jokkmokks socken, Lappland, 734957-166517)
Tapmukjauratj är en sjö i Jokkmokks kommun i Lappland och ingår i Piteälvens huvudavrinningsområde. Sjön har en area på 0,0676 kvadratkilometer och ligger 461,4 meter över havet. Tapmukjauratj ligger i Piteälven Natura 2000-område.

## Delavrinningsområde
Tapmukjauratj ingår i det delavrinningsområde (734198-167338) som SMHI kallar för Inloppet i None. Medelhöjden är 443 meter över havet och ytan är 81,46 kvadratkilometer. Räknas de 2 avrinningsområdena uppströms in blir den ackumulerade arean 140,85 kvadratkilometer. Telebäcken (Kuorsjojåkkå) som avvattnar avrinningsområdet har biflödesordning 4, vilket innebär att vattnet flödar genom totalt 4 vattendrag innan det når havet efter 145 kilometer. Avrinningsområdet består mestadels av skog (86 procent) och sankmarker (14 procent). Avrinningsområdet har 0,32 kvadratkilometer vattenytor vilket ger det en sjöprocent på 0,4 procent.